# 侧副裂
侧副裂（英文：Collateral fissure），又称侧副沟（collateral sulcus），位于大脑半球内侧面的底部，从枕叶的枕极（occipital pole）附近延伸至颞叶处。
侧副裂的前部位于海马旁回与梭状回的前部之间；侧副裂的后部位于距状沟的下方外侧，二者之间的结构为舌回。

## 图像

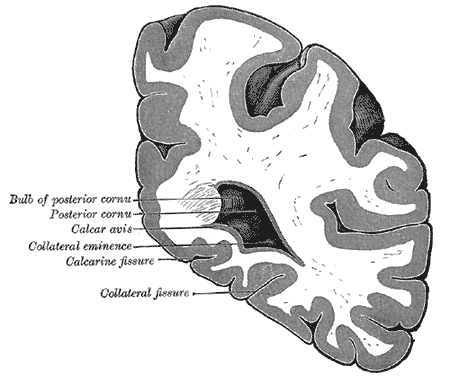
大脑切面（侧副裂位于底部中央）